# Bakersfield Jammers
I Bakersfield Jammers sono stati una franchigia di pallacanestro della CBA, con sede a Bakersfield, in California, attivi tra il 1989 e il 1992.
Nacquero a San Jose, in California, come San Jose Jammers. Dopo due stagioni si trasferirono a Bakersfield. Fallirono durante la stagione 1991-92, dopo un buon inizio di campionato.

## Stagioni
| Stagione | Lega | Denominazione       | V  | P  | %    | Piazzamento | Play-off                 |
| -------- | ---- | ------------------- | -- | -- | ---- | ----------- | ------------------------ |
| 1989-90  | CBA  | San Jose Jammers    | 23 | 33 | 41,1 | 3º          | Semifinale di conference |
| 1990-91  | CBA  | San Jose Jammers    | 21 | 35 | 37,5 | 3º          | -                        |
| 1991-92  | CBA  | Bakersfield Jammers | 16 | 8  | 66,7 | 4º          | -                        |